# نیکولاس آندریاکوپولوس
نیکولاس آندریاکوپولوس (یونانی: Νικόλαος Ανδριακόπουλος؛ زادهٔ ۱۸۷۸) یک ژیمناست هنری اهل یونان است.
از افتخارات وی میتوان به کسب مدال طلا طناب‌نوردی و مدال نقره پارالل تیمی در بازی‌های المپیک تابستانی ۱۸۹۶ اشاره کرد.